# Lijst van prefecten voor de Wetteksten
Onderstaand volgt een lijst van prefecten van de Dicasterie voor de Wetteksten, een orgaan van de Romeinse Curie.
| Pauselijke Commissie voor de Authentieke Interpretatie van de Code | Pauselijke Commissie voor de Authentieke Interpretatie van de Code |
| ------------------------------------------------------------------ | ------------------------------------------------------------------ |
| 1917-1930                                                          | Pietro Gasparri                                                    |
| 1930-1938                                                          | Giulio Serafini                                                    |
| 1934-1936                                                          | Luigi Sincero                                                      |
| 1939-1946                                                          | Massimo Massimi                                                    |
| 1955-1963                                                          | Pietro Ciriaci                                                     |
| Pauselijke Commissie voor de Herziening van de Codificatie         |                                                                    |
| 1963-1966                                                          | Pietro Ciriaci                                                     |
| 1967-1982                                                          | Pericle Felici                                                     |
| 1982-1984                                                          | Rosalio José Castillo Lara                                         |
| Pauselijke Commissie voor de Authentieke Interpretatie van de Code |                                                                    |
| 1984-1989                                                          | Rosalio José Castillo Lara                                         |
| Pauselijke Raad voor de Interpretatie van de Wetteksten            |                                                                    |
| 1990-1994                                                          | Vincenzo Fagiolo                                                   |
| 1994-1999                                                          | Julián Herranz Casado                                              |
| Pauselijke Raad voor de Wetteksten                                 |                                                                    |
| 1999-2007                                                          | Julián Herranz Casado                                              |
| 2007-2018                                                          | Francesco Coccopalmerio                                            |
| 2018-2022                                                          | Filippo Iannone                                                    |
| Dicasterie voor de Wetteksten                                      |                                                                    |
| 2022-heden                                                         | Filippo Iannone                                                    |